# 森德阿德奥尔萨
森德阿德奥尔萨（西班牙語：Cendea de Olza）是西班牙纳瓦拉的一个市镇。总面积41平方公里，总人口1401人（2001年），人口密度34人/平方公里。